# إيستون كوربن
إيستون كوربن (بالإنجليزية: Easton Corbin)‏ هو مغني ومغن مؤلف أمريكي، ولد في 12 أبريل 1982 في ترينتون في الولايات المتحدة.

## وصلات خارجية
- الموقع الرسمي
- إيستون كوربن على موقع IMDb (الإنجليزية)
- إيستون كوربن على موقع ميوزك برينز (الإنجليزية)
- إيستون كوربن على موقع أول ميوزيك (الإنجليزية)
- إيستون كوربن على موقع ديسكوغز (الإنجليزية)